# Polisregion Nord
Polisregion Nord är en svensk polisregion inom Polismyndigheten som verkat från 2015. Polisregionens huvudort är Umeå.

## Organisation
Polisregion Nord bildades den 1 januari 2015, och är en av sju regioner i Sverige. Regionen består av Jämtlands län, Norrbottens län, Västerbottens län och Västernorrlands län, vilka i sig utgör var sitt polisområde. Respektive polisområde är vidare indelat i lokalpolisområden. Polisregionerna ersatte de tidigare till antalet 21 polismyndigheterna. Polisregion Nord leds från Umeå, och har det samlade ansvaret för polisverksamheten inom regionen. Ett ansvar som bland annat omfattar utredningsverksamhet, brottsförebyggande verksamhet och service.

### Jämtlands län
Jämtlands län är ett av fyra polisområden i regionen. Polisområdet har sitt huvudsäte i Östersund och består av de två lokalpolisområdena Östersund och Jämtland/Härjedalen.
Polisstationer i länet
- Bräcke
- Funäsdalen
- Hammarstrand
- Hoting
- Järpen
- Krokom
- Strömsund
- Sveg
- Svenstavik
- Åre
- Östersund

### Norrbottens län
Norrbottens län är ett av fyra polisområden i regionen. Polisområdet har sitt huvudsäte i Luleå och består av de fyra lokalpolisområdena Luleå/Boden (Bodens kommun och Luleå kommun), Piteå Älvdal (Arjeplogs kommun, Arvidsjaurs kommun, Piteå kommun och Älvsbyns kommun), Norra Lappland (Gällivare kommun, Jokkmokks kommun och Kiruna kommun) och Östra Norrbotten (Haparanda kommun, Kalix kommun, Pajala kommun, Överkalix kommun och Övertorneå kommun).
Polisstationer
- Arjeplog
- Arvidsjaur
- Boden
- Gällivare
- Haparanda
- Jokkmokk
- Kalix
- Kiruna
- Luleå
- Pajala
- Piteå
- Älvsbyn
- Överkalix
- Övertorneå

### Västerbottens län
Västerbottens län är ett av fyra polisområden i regionen. Polisområdet har sitt huvudsäte i Umeå och består av de tre lokalpolisområdena Umeå, Södra Lappland och Skellefteå.

### Västernorrlands län
Västernorrlands län är ett av fyra polisområden i regionen. Polisområdet har sitt huvudsäte i Sundsvall och består av de tre lokalpolisområdena Medelpad, Södra Ångermanland och Norra Ångermanland.

## Regionpolischefer
- 2015–2018: Klas Johansson
- 2018–20xx: Micael Säll Lindahl [a]